# Ornebius longipennis
Ornebius longipennis is een rechtvleugelig insect uit de familie Mogoplistidae. De wetenschappelijke naam van deze soort is voor het eerst geldig gepubliceerd in 1930 door Shiraki.